# Xenotyphlops grandidieri
Xenotyphlops grandidieri (Mocquard, 1905) è un serpente endemico del Madagascar. È l'unica specie nota del genere Xenotyphlops e della famiglia Xenotyphlopidae.
L'epiteto specifico è un omaggio al naturalista francese Alfred Grandidier (1836-1921).

## Descrizione
Xenotyphlops grandidieri è un piccolo serpentello, lungo 163-276 mm, dall'aspetto simile a un verme, di colore dal porpora al rosa, completamente privo di occhi.

Può essere facilmente distinto dagli altri serpenti Tiflopoidei per il profilo laterale del muso che presenta una placca rostrale circolare molto pronunciata, quasi verticale in visione laterale.
Unico tra tutti i tiflopoidei, è privo di polmone tracheale.

## Biologia
È una specie dalle abitudini fossorie, cioè trascorre la propria esistenza sottoterra.
Vive in simpatria con gli scincidi Paracontias minimus e Paracontias rothschildi.

## Distribuzione e habitat
L'areale di questa specie è ristretto alla Baia di Sakalava, nell'estremo nord del Madagascar, a sud-est di Antsiranana.
Popola le dune costiere, dal livello del mare sino a 50 m di altitudine.

## Conservazione
Per la ristrettezza del suo areale, stimato in non più di 28 km², Xenotyphlops grandidieri è classificato nella IUCN Red List come specie in pericolo critico di estinzione (Critically Endangered).
Attualmente (novembre 2015) non è sottoposto a nessuna misura specifica di protezione.